# Norton Commander
Norton Commander (solitamente abbreviato in "NC") è un file manager ortodosso (OFM, Orthodox File Manager) sviluppato per MS-DOS, creato da John Socha e messo in commercio dalla Peter Norton Computing. Il software in seguito è stato acquisito dalla Symantec Corporation e ufficialmente prodotto e commercializzato tra il 1986 e il 1998. NC è un file manager a due finestre, con un editor di testo minimale integrato.
Il Norton Commander ha fatto per anni da punto di riferimento per software simili come Midnight Commander o Servant Salamander.